# Villa Malvinas Argentinas
Barrio Malvinas es una localidad del Departamento Jáchal, Provincia de San Juan, Argentina. Se ubica sobre la Ruta Provincial 456, a 2 km de San José de Jáchal, encontrándose separada de esta por el cauce del río Jáchal.

## Población
Cuenta con 127 habitantes (Indec, 2001). En 1991 la localidad aún no existía.
- Datos: Q6162256